# Zenit (fusée)
Pour les articles homonymes, voir Zenit.
La fusée Zenit est un lanceur de classe intermédiaire développé par l'Union soviétique à compter de 1976 et capable de placer en orbite basse des engins spatiaux d'une masse comprise entre 11 et 13 tonnes. Le lanceur sort du bureau d'études Ioujnoïe situé sur le territoire de l'Ukraine. Cette fusée, comportant deux étages dans sa version de base, reste aujourd'hui le plus moderne des lanceurs issus du monde soviétique. Un moteur particulièrement performant le RD-171, brulant du kérosène et de l'oxygène liquide, est mis au point. Le premier lancement a lieu en 1975. Quatre exemplaires du premier étage de la Zenit sont par ailleurs utilisés pour servir de premier étage au lanceur lourd Energia dont la production sera arrêtée après deux lancements (1987-1988). La Zenit fut exploitée dans deux versions : la Zenit 3SL commercialisée par la société Sea Launch pour la mise en orbite de satellites commerciaux lancés depuis une plate-forme mobile dans l'Océan Pacifique et la Zenit 2 lancée depuis la base de Baïkonour dans différentes configurations à 2 ou 3 étages.

## Historique

### Genèse du développement du lanceur

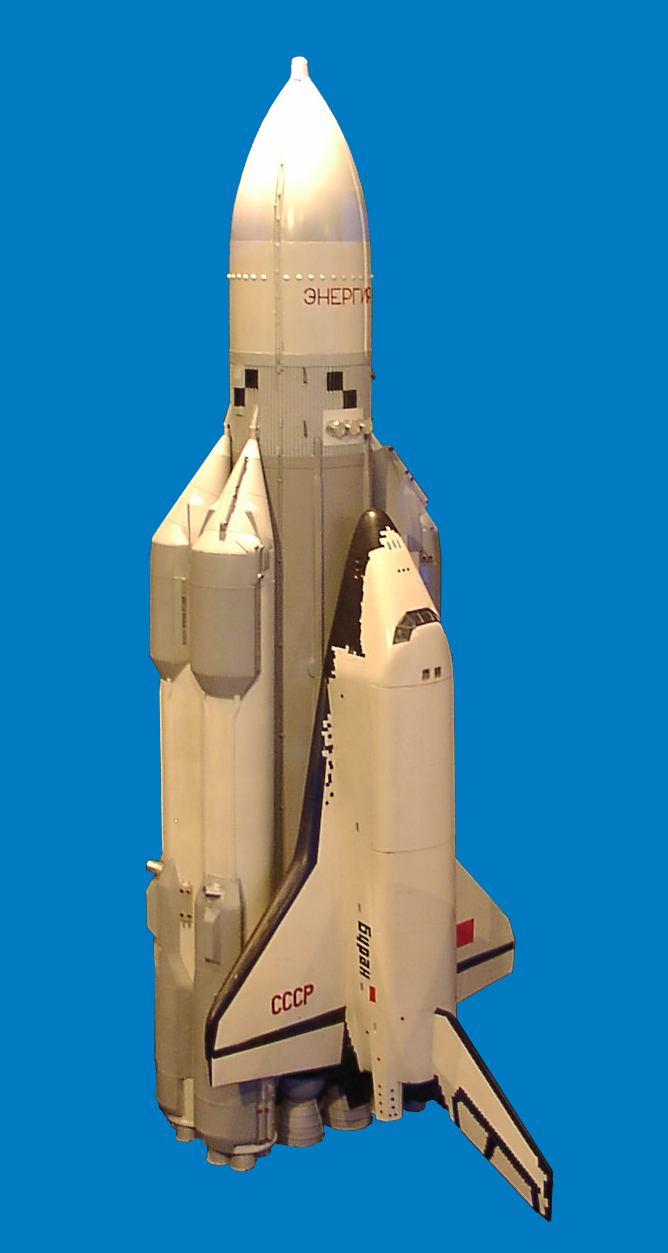
Le premier étage de la Zenit utilisé à quatre exemplaires pour former le premier étage du lanceur lourd Energia.

Au début des années 1970 le bureau d'études Ioujnoïe de l'ingénieur Mikhail Yanguel propose de développer une famille de lanceurs capables de remplacer les fusées existantes. Il est prévu que cette famille comprenne trois versions : une version légère 11K55, une version intermédiaire 11K77 et une version lourde 11K37. Mais les militaires ne sont intéressés que par la version intermédiaire. Les dirigeants soviétiques donnent leur accord pour le développement cette dernière le 16 mars 1976. Le futur lanceur, baptisé Zenit, doit être mis en service en 1982. On lui assigne le rôle de placer en orbite les satellites d'écoute électronique de la série Tselina-2. Le développement de la Zenit est plus long que prévu car d'une part il nécessite la mise au point d'un nouveau moteur très performant, le RD-171, d'autre part il subit l'essoufflement général de l'économie de l'Union soviétique.

### La Zenit 2
Le premier lancement a finalement lieu le 13 avril 1985. Quatre exemplaires du premier étage de la Zenit sont sélectionnés pour servir de premier étage au lanceur lourd Energia ; celui-ci ne volera qu'à deux reprises en 1987 et 1988. L'éclatement de l'Union soviétique freine l'exploitation du lanceur Zenit car la société  qui le produit se trouve désormais en territoire ukrainien : les décideurs russes privilégient les lanceurs fabriqués en Russie. La Zenit 2 reste néanmoins le lanceur attitré des satellites Tselina dont elle lance 23 exemplaires entre 1985 et 2007. La Zenit 2, qui continue à être lancée depuis Baïkonour, n'est pas adaptée au marché en plein essor des satellites de télécommunications car il lui manque un troisième étage.

### Sea Launch et la Zenit 3 SL

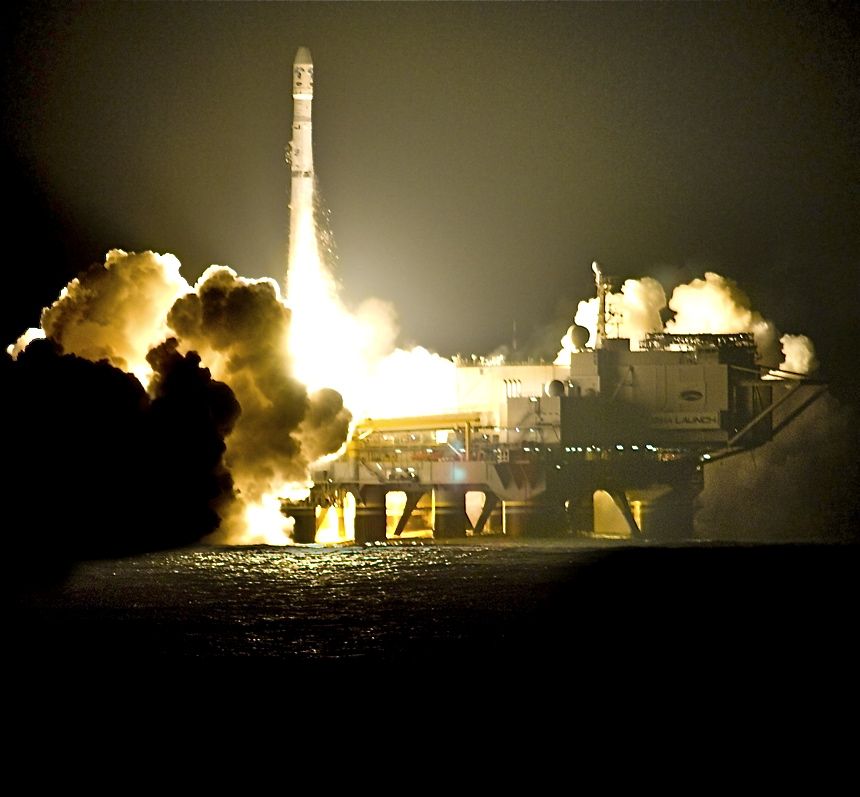
Lancement d'un satellite depuis la plateforme Ocean Odyssey par une Zenit 3 SL (2009).

Au milieu des années 1990 l'industrie spatiale de l'ancienne Union soviétique recherche désespérément des partenaires occidentaux fournissant des débouchés pour compenser l'effondrement des commandes étatiques. Dans ce contexte la société Sea Launch est créée pour commercialiser des lancements de satellites commerciaux en orbite géostationnaire utilisant la fusée Zenit. Le constructeur ukrainien Ioujnoïe détient 15 % des parts tandis que la société russe RKK Energia, qui fournit le troisième étage Bloc DM utilisé sur le lanceur Proton, en détient 25 %. La fusée doit être tirée depuis une ancienne plateforme pétrolière mobile qui est basée à San Diego et remorquée près de l'équateur avant chaque lancement pour bénéficier pleinement de la vitesse de rotation de la Terre, maximale à cette latitude. Cette version, baptisée Zenit 3 SL, permet de placer environ 6 tonnes en orbite géostationnaire. Les deux autres actionnaires de Sea Launch sont la société norvégienne Aker Solutions (20 %) qui fournit la plateforme et le navire d'assistance et la société américaine Boeing (40 %) qui fournit la coiffe et est l'intégrateur. Le premier lancement a lieu en 1999 et 31 lancements sont effectués entre cette date et 2011. Mais l'entreprise, qui connait deux échecs en 2000 et 2007, ne parvient pas à équilibrer ses comptes et en 2009 la société est mise en faillite. RKK Energia décide en 2011 de la redresser en injectant des capitaux qui en font l'actionnaire principal (85 %).

### Land Launch
Sea Launch offre également des lancements depuis Baïkonour, sous l'appellation Land Launch (en). L'entreprise propose 3 versions de Zenit : Zenit 2SLB, une Zenit 2 modernisée, Zenit 3SLB, une Zenit 3SL avec une plus petite coiffe et modifiée pour être lancée depuis un pas de tir conventionnel, et Zenit 3F, une Zenit 3SLB avec un étage Fregat à la place du Bloc DM. Le premier lancement de Land Launch fut Amos-3 (en), le 28 avril 2008.

### Fin de vie
Le lancement du satellite météorologique russe Elektro-L réalisé le 11 décembre 2015 pourrait être le dernier vol de la fusée Zenit. Le lanceur est victime à la fois des déboires financiers de la société Sea Launch et du conflit larvé entre l'Ukraine, qui assemble la fusée, et la Russie qui fournit des composants essentiels (notamment la propulsion), est le principal donneur d'ordres et réalise le lancement depuis Baïkonour.
Le 1er février 2013, un dernier satellite fut lancé par une Zenit depuis la plateforme Odyssey de Sea Launch ; le lancement se solda par un échec.
Malgré le conflit ukraino-russe, une Zenit 3F a été lancée le 26 décembre 2017, emportant le satellite AngoSat-1.

## Caractéristiques techniques
La version de base du lanceur, la Zenit-2, est haute de 57 mètres pour un diamètre de 3,9 mètres et une masse de 459 tonnes. Le premier étage du lanceur est long de 32,9 mètres avec un diamètre de 3,9 mètres et a une masse de 354,3 tonnes (28,6 tonnes à vide). Il est propulsé par un unique moteur-fusée développé pour ce lanceur, le RD-171, brulant du kérosène et de l'oxygène liquide. Ce moteur a une poussée de 726 tonnes au sol ce qui en fait le moteur à ergols liquides le plus puissant qui ait jamais été développé. Il comprend 4 chambres de combustion et 4 tuyères alimentées par une turbopompe et une turbine commune. La version du premier étage propulsant Energia est propulsée par un moteur RD-170 : cette version dérivée du RD-171 peut être réutilisée plusieurs fois et la poussée est orientable mais avec un angle de débattement plus faible.
Le deuxième étage du lanceur est long de 11,5 mètres pour un diamètre de 3,9 mètres et a une masse de 90,6 tonnes (9 tonnes à vide). Il est propulsé par un moteur-fusée RD-120 ayant une poussée de 91,2 tonnes et brulant du kérosène et de l'oxygène liquide. Quatre moteurs-fusées RD-8 brulant les mêmes carburants et d'une poussée unitaire de 7,84 tonnes sont utilisés pour contrôler l'orientation du lanceur.

## Exploitation
Le lanceur Zenit a été exploité dans deux versions principales :
- Zenit 2, dans différentes configurations, est tiré depuis le cosmodrome de Baïkonour au Kazakhstan. Cette version est utilisée pour lancer des satellites militaires russes et plus récemment des satellites scientifiques ainsi que des sondes spatiales ;
- Zenit 3SL, à trois étages, tiré depuis la plate-forme mobile Odyssey de la société Sea Launch positionné dans l'Océan Pacifique, est utilisée pour lancer des satellites de télécommunications en orbite géostationnaire.

## Spécifications techniques des fusées Zenit
| Version                                               | Zenit-1 (Booster d'Energia) | Zenit-2                    | Zenit-3SL                                      | Zenit-2SLB/Zenit-2M/Zenit-2FG | Zenit-3SLB                                   | Zenit-3F          |
| ----------------------------------------------------- | --------------------------- | -------------------------- | ---------------------------------------------- | ----------------------------- | -------------------------------------------- | ----------------- |
| Masse au lancement (tonnes)                           | 372,6                       | 460                        | 472                                            | 450 - 460                     | 462 - 466                                    | 455               |
| Hauteur (m)                                           | 39,46                       | 57                         | 59,6                                           | 57,4                          | 58,65                                        | 54,35             |
| Base de lancement                                     | Baïkonour                   | Baïkonour                  | Plateforme Odyssey                             | Baïkonour                     | Baïkonour                                    | Baïkonour         |
| Masse utile (Orbite basse 200 km) (t)                 | –                           | 13,7                       | 6,1 (limité par la résistance de la structure) | 13,920                        | 5 (limité par la résistance de la structure) | –                 |
| Masse utile (Orbite de transfert géostationnaire) (t) | –                           | –                          | 6,066                                          | –                             | 3,75                                         | 3,3               |
| Masse utile (Orbite géostationnaire) (t.)             | –                           | –                          | 2,9                                            | –                             | ?                                            | –                 |
| Premier vol                                           | 15 mai 1987                 | 13 avril 1985              | 28 mars 1999                                   | 29 juin 2007                  | 24 avril 2008                                | 20 janvier 2011   |
| Nombre de lancements/échecs                           |                             | 36/8                       | 36/4                                           | 2 (1 M et 1 FG)               | 6                                            | 4                 |
| 1er étage                                             |                             |                            |                                                |                               |                                              |                   |
| Moteur                                                | RD-170                      | RD-171                     | RD-171                                         | RD-171                        | RD-171                                       | RD-171            |
| Longueur (m)                                          | 39,46                       | 32,9                       | 32,9                                           | 32,9                          | 32,9                                         | 32,9              |
| Diamètre (m)                                          | 3,9                         | 3,9                        | 3,9                                            | 3,9                           | 3,9                                          | 3,9               |
| Poids (t)                                             | 372,6 (vide 65,6)           | 355,3 (vide 28,6)          | 354,58                                         | 354,35 (vide 27,564)          | 354,35 (vide 27,564)                         | –                 |
| Poussée (max) (kN)                                    | 7,259 (7,908 dans le vide)  | 7,259 (7,908 dans le vide) | 7,259 (7,908 dans le vide)                     | 7,259 (7,908 dans le vide)    | 7,259 (7,908 dans le vide)                   | –                 |
| Durée de fonctionnement (s)                           | ~ 135                       | ?                          | ~ 144                                          | 140 - 150                     | 140 - 150                                    | 140 - 150         |
| Carburant                                             | LOX/Kérosène                | LOX/Kérosène               | LOX/Kérosène                                   | LOX/Kérosène                  | LOX/Kérosène                                 | LOX/Kérosène      |
| 2e étage                                              |                             |                            |                                                |                               |                                              |                   |
| Moteur                                                | –                           | RD-120 + RD-8              | RD-120 + RD-8                                  | RD-120 + RD-8                 | RD-120 + RD-8                                | RD-120 + RD-8     |
| Longueur (m)                                          | –                           | 11,5                       | 10,4                                           | 10,4                          | 10,4                                         | 10,4              |
| Diamètre (m)                                          | –                           | 3,9                        | 3,9                                            | 3,9                           | 3,9                                          | 3,9               |
| Poids (t.)                                            | –                           | 90,6 (vide 9)              | 90,76                                          | 90,85 (vide 8,367)            | 90,79 (vide 8,307)                           | –                 |
| Poussée maximum (kN)                                  | –                           | 834 + 78                   | 912 + 79,5                                     | 912 + 79,5                    | 912 + 79,5                                   | 912 + 79,5        |
| Durée de fonctionnement (s)                           | –                           | ?                          | ~ 360                                          | 300 - 1.100                   | 360 - 370                                    | 360 - 370         |
| Carburant                                             | –                           | LOX/Kérosène               | LOX/Kérosène                                   | LOX/Kérosène                  | LOX/Kérosène                                 | LOX/Kérosène      |
| 3e étage                                              |                             |                            |                                                |                               |                                              |                   |
| Moteur                                                | –                           | –                          | RD-58M (11D58M)                                | –                             | 11D58M                                       | Fregat-SB / S5.92 |
| Longueur (m)                                          | –                           | –                          | 5,93                                           | –                             | 5,93                                         | 2,4               |
| Diamètre (m)                                          | –                           | –                          | 3,7                                            | –                             | 3,7                                          | 3,875             |
| Poids (t)                                             | –                           | –                          | 19,7                                           | –                             | 17,8 (vide 3,2)                              | 8,1               |
| Poussée (max) (kN)                                    | –                           | –                          | 79,5                                           | –                             | 79,5                                         | 19.6              |
| Durée de fonctionnement (s)                           | –                           | –                          | ~ 700                                          | –                             | ~ 600                                        | ~ 1700            |
| Carburant                                             | –                           | –                          | LOX/Kérosène                                   | –                             | LOX/Kérosène                                 | N2O4/UDMH         |
| Coiffe                                                |                             |                            |                                                |                               |                                              |                   |
| Longueur (m)                                          | –                           | 13,7                       | 11,39                                          | 13,7                          | 10,4                                         | 10,7              |
| Diamètre (m)                                          | –                           | 3,9                        | 4,15                                           | 3,9                           | 4,1                                          | 4,1               |

## La fusée Zenit face à ses concurrents
| | 2006 | 2007 | 2008 | 2009 | 2010 | 2011 | 2012 | 2013 | 2014 | 2015 | 2016 | 2017 | 2018 | 2019 | 2020 | 2021 | 2022 | 2023 |
| --- | ---- | ---- | ---- | ---- | ---- | ---- | ---- | ---- | ---- | ---- | ---- | ---- | ---- | ---- | ---- | ---- | ---- | ---- |
| Zenit | 5    | 2    | 6    | 4    | 0    | 5    | 3    | 2    | 1    | 1    | 0    | 1    | 0    | 0    | 0    | 0    | 0    | 0    |
| dont commerciaux¹ | 5    | 1    | 6    | 4    | 0    | 2    | 3    | 2    | 1    | 1    | 0    | 1    | 0    | 0    | 0    | 0    | 0    | 0    |
| Atlas V | 2    | 4    | 2    | 5    | 4    | 5    | 6    | 8    | 9    | 9    | 8    | 6    | 5    | 2    | 5    | 4    | 7    | 2    |
| dont commerciaux¹ | 1    | 1    | 1    | 1    | 0    | 0    | 0    | 0    | 1    | 0    | 2    | 0    | 0    | 0    | 0    | 0    | 1    | 1    |
| Delta IV | 3    | 1    | 0    | 3    | 3    | 3    | 4    | 3    | 4    | 2    | 4    | 1    | 2    | 3    | 1    | 1    | 1    | 1    |
| dont commerciaux¹ | 0    | 0    | 0    | 0    | 0    | 0    | 0    | 0    | 0    | 0    | 0    | 0    | 0    | 0    | 0    | 0    | 0    | 0    |
| Ariane 5 | 5    | 5    | 6    | 7    | 6    | 5    | 7    | 4    | 6    | 6    | 7    | 6    | 6    | 4    | 3    | 3    | 3    | 2    |
| dont commerciaux¹ | 4    | 5    | 5    | 5    | 6    | 4    | 6    | 2    | 5    | 6    | 6    | 5    | 4    | 4    | 3    | 1    | 3    | 0    |
| Falcon² |      |      |      |      | 2    | 0    | 2    | 3    | 6    | 7    | 9    | 18   | 21   | 13   | 26   | 31   | 61   | 96   |
| dont commerciaux¹ |      |      |      |      | 0    | 0    | 0    | 2    | 3    | 4    | 6    | 12   | 14   | 7    | 3    | 3    | 17   | 19   |
| dont Starlink³ |      |      |      |      | 0    | 0    | 0    | 0    | 0    | 0    | 0    | 0    | 0    | 2    | 14   | 19   | 34   | 63   |
| Proton | 6    | 7    | 10   | 10   | 12   | 9    | 11   | 10   | 8    | 8    | 3    | 4    | 2    | 5    | 1    | 2    | 1    | 2    |
| dont commerciaux¹ | 5    | 4    | 8    | 8    | 8    | 6    | 10   | 7    | 6    | 7    | 2    | 3    | 0    | 2    | 1    | 1    | 1    | 0    |
| H-II | 4    | 2    | 1    | 3    | 2    | 3    | 2    | 2    | 4    | 4    | 3    | 6    | 4    | 1    | 4    | 2    | 0    | 2    |
| dont commerciaux¹ | 0    | 0    | 0    | 0    | 0    | 0    | 0    | 0    | 0    | 1    | 0    | 0    | 0    | 1    | 1    | 0    | 0    | 0    |
| ¹Les satellites commerciaux par opposition aux satellites institutionnels (satellites militaires ou d'agences nationales comme la NASA) Remarque : Les satellites institutionnels placés en orbite par un lanceur non national sont décomptés comme des lancements commerciaux ²Falcon 9 et Falcon Heavy ³Compte tenu du nombre de lancement élevé et du fait que le constructeur du satellite est également celui du lanceur, les satellites Starlink sont décomptés séparément. |      |      |      |      |      |      |      |      |      |      |      |      |      |      |      |      |      |      |